# Възпоменателна награда „Астрид Линдгрен“
Възпоменателна награда „Астрид Линдгрен“ е световна награда за автори и илюстратори на детска и юношеска литература.
Учередена е от правителството на Швеция през 2002 г. в памет на детската писателка Астрид Линдгрен. Наградата се връчва ежегодно. Паричното ѝ изражение е 5 милиона шведски крони, което е около 717 100 долара или 552 470 евро.

## Носители на наградата
- 2003 – Морис Сендак (САЩ), Кристине Ньостлингер (Австрия)
- 2004 – Лижия Божунга (Бразилия)
- 2005 – Филип Пулман (Великобритания), Риоджи Араи – илюстратор (Япония)
- 2006 – Катрин Патерсън (САЩ)
- 2007 – Банко дел Либро (Венецуела)
- 2008 – Соня Хартнет (Великобритания)
- 2009 – Теймър Инститют (Палестина)
- 2010 – Кити Кроутър (Белгия)
- 2011 – Шон Тан (Австралия)
- 2012 – Хюс Кайер (Нидерландия)
- 2013 – Изол (Аржентина)
- 2014 – Барбро Линдгрен (Швеция)
- 2015 – Проект за изучаване на алтернативно образование в Южна Африка (Project for the Study of Alternative Education in South Africa, PRAESA)
- 2016 – Мег Розоф (САЩ)
- 2017 – Волф Ерлбрух (Германия)
- 2018 – Жаклин Уудсън (САЩ)
- 2019 – Барт Мояерт (Белгия)
- 2020 – Бек Хи-На (Южна Корея)
- 2021 – Жан-Клод Мурлеват  (Франция)
- 2022 – Ева Линдстрьом (Швеция)